# Honda MBX 80
Honda MBX 80 – sportowo-turystyczny motocykl Hondy o pojemności skokowej 79 cm³.
W stosunku do swojego poprzednika, modelu MB-8 dokonano całkowitej przebudowy motocykla. Zastosowano nową ramę wykonaną z rur i łączonych elementów tłoczonych z blachy stalowej. Tylne zawieszenie otrzymało wahacz z pojedynczym elementem resorująco-tłumiącym z układem dźwigniowym (Pro-Link). Zastosowano nowe koła aluminiowe o konstrukcji nitowanej. Przednie koło otrzymało hamulec tarczowy.
Największą różnicą było wprowadzenie nowego silnika chłodzonego cieczą z sześciobiegową skrzynią biegów. Z niewielkimi zmianami konstrukcyjnymi stosowano w wielu innych modelach motocykli Honda produkowanych aż do 2004 r. Moc silnika została ograniczona zgodnie z ówcześnie panującymi przepisami (prędkość maksymalna 80 km/h) do 9,6 KM przy 5750 obr./min. Mimo tego silnik znacznie zyskał na elastyczności dzięki dużemu momentowi obrotowemu 11,7 Nm dostępnemu przy 5500 obr./min.
Nadwozie zostało stylizowane na pozostałych modelach motocykli Honda, jak np. VF 750F, CX 650T. W okresie produkcji dokonywano zmian owiewek przedniej części pojazdu. W rezultacie można trzy warianty pojazdu, bez owiewek, z owiewką lampy i liczników, z pełną owiewką przedniej i bocznej części nadwozia (1983r. od numeru ramy HC 04-5012470).

## Szczegółowe dane techniczne
| Silnik spalinowy                   | 2-suwowy, jednocylindrowy, chłodzony cieczą, z wałkiem wyrównoważającym, pojemność skokowa 79 cm³                                              |                                                    |                                                    |                                                    |                                                    |
| Moc                                | 9,6 KM) przy 6750 obr./min |                                                    |                                                    |                                                    |                                                    |
| Moment obrotowy                    | 11,7 Nm przy 5500 obr./min |                                                    |                                                    |                                                    |                                                    |
| Średnica cylindra × skok tłoka     | 49,5 × 41,4 mm |                                                    |                                                    |                                                    |                                                    |
| Stopień sprężania                  | 7,3:1 |                                                    |                                                    |                                                    |                                                    |
| Kąt wyprzedzenia zapłonu           | Z automatyczną zmianą kąta wyprzedzenia 19° ±3° przy 3000 obr./min (punkt "F") 3° ±3,5° przy 9000 obr./min                                     |                                                    |                                                    |                                                    |                                                    |
| Świeca zapłonowa                   | standardowo NGK BR8ES, ND W27ESR-U opcjonalnie NGK BR7ES, ND W22ESR-U NGK BR8ES, ND W24ESR-U odstęp elektrod 0,7 − 0,8 mm                      |                                                    |                                                    |                                                    |                                                    |
| Gaźnik                             | PF16, średnica przelotu 18 mm |                                                    |                                                    |                                                    |                                                    |
| Smarowanie                         | Dozownik oleju |                                                    |                                                    |                                                    |                                                    |
| Przełożenie wał korbowy - sprzęgło | 4,117 |                                                    |                                                    |                                                    |                                                    |
| Skrzynia biegów                    | 6 przełożeń 1. bieg 3,545 (11/39) 2. bieg 2,333 (15/35) 3. bieg 1,722 (18/31) 4. bieg 1,38 (21/29) 5. bieg 1,173 (23/27) 6. bieg 1,041 (24/25) |                                                    |                                                    |                                                    |                                                    |
| Przeniesienie napędu               | Łańcuch 420M - 116 RJ Zwis łańcucha 10 - 20 mm                                                                                                 |                                                    |                                                    |                                                    |                                                    |
| Przełożenie wyprowadzenia napędu   | 2,533 (15/38) |                                                    |                                                    |                                                    |                                                    |
| Skok zawieszenia                   | przód: 115 mm tył: 85 mm | przód: 115 mm tył: 85 mm                           | przód: 115 mm tył: 85 mm                           | przód: 115 mm tył: 85 mm                           | przód: 115 mm tył: 85 mm                           |
| Ogumienie                          | przód: 2,75-18-4PR tył: 8,00-18-6PR |                                                    |                                                    |                                                    |                                                    |
| Ciśnienie w oponach                | przód: 2 bar tył: solo 2 bar, z pasażerem 2,25 bar                                                                                             | przód: 2 bar tył: solo 2 bar, z pasażerem 2,25 bar | przód: 2 bar tył: solo 2 bar, z pasażerem 2,25 bar | przód: 2 bar tył: solo 2 bar, z pasażerem 2,25 bar | przód: 2 bar tył: solo 2 bar, z pasażerem 2,25 bar |
| Hamulce                            | przód: tarczowe tył: bębnowe |                                                    |                                                    |                                                    |                                                    |
| Pojemność zbiornika paliwa         | 12 l (w tym rezerwa 1,2 l) |                                                    |                                                    |                                                    |                                                    |
| Pojemność zbiornika oleju          | 1,2 l |                                                    |                                                    |                                                    |                                                    |
| Pojemność układu chłodzenia        | 670 cm³ |                                                    |                                                    |                                                    |                                                    |
| Wysokość siodła                    | 780 mm |                                                    |                                                    |                                                    |                                                    |
| Prześwit                           | 150 mm |                                                    |                                                    |                                                    |                                                    |
| Masa                               | 94 kg (bez płynów) 103 kg (gotowy do jazdy) |                                                    |                                                    |                                                    |                                                    |
| Dopuszczalna masa całkowita        | 273 kg |                                                    |                                                    |                                                    |                                                    |